# Reduto (Belém)
Reduto é um bairro central e histórico,  localizado na cidade brasileira de Belém, capital do estado do Pará. No bairro está grande parte da Zona Portuária de Belém, maior porto flúvio-marítimo da Região Norte, modernos edifícios, o Centro de Memória da Amazônia da Universidade Federal do Pará - UFPA, localização privilegiada e uma das regiões mais valorizadas da cidade são características atuais do bairro, onde está situada a Avenida Visconde de Souza Franco, um dos endereços mais caros da capital paraense com seus atrativos imobiliários, comerciais e de entretenimento. Bairro de múltiplas facetas, é um dos mais antigos da capital paraense, foi no passado o coração da economia belenense. Atualmente divide-se entre a modernidade e a manutenção de seus traços históricos.
O bairro já sofreu um processo de verticalização assim como seu vizinho Umarizal, contudo hoje não há mais obras do tipo, devido a uma lei municipal proibir a construção de edifícios em seus limites, pois existe na região um rico patrimônio histórico que precisa ser preservado. Gradativamente o bairro vem se remodelando, porém ainda mantendo suas ruas estreitas, fábricas, galpões e vilas operárias, herança histórica de seu passado fabril. Apesar de o Reduto encontrar-se em parte degradado e esquecido, o bairro resplandece como um dos mais valorizados de Belém, contando com uma localização privilegiada e uma das regiões mais valorizadas da cidade.

## História

### Toponímia
O nome do bairro remete a origem de um antigo forte militar, conhecido como Reduto de São José, construído no ano de 1771 com objetivo de garantir a segurança da sede da colônia e a conselho e experiência dos locais estratégicos do litoral à entrada da cidade. Entre 1806 e 1810 foi construído um semi-baluarte e uma muralha unindo a fortificação da Bateria de Santo Antônio com a de São José. Em 1832 esta muralha foi demolida para ser construída no lugar uma praça e serem abertas ruas.  O terreno do Reduto de São José era situado em uma baixada com bastante irregularidades, sendo esta área utilizada como campo de instrução militares.↑ 

### Origem e Ocupação
A ocupação no bairro do Reduto começou através de dois núcleos iniciais: o convento dos Capuchos de Santo Antônio e o Paul D`água, na nascente do Igarapé do Reducto. Sua bacia era demarcada por dois córregos: a do Igarapé da Fábrica (Canal General Magalhães) e a do Igarapé das Almas (Avenida Visconde de Souza Franco). Os referidos igarapés localizavam-se em paralelo, a nordeste da área, onde se localiza o atual Bairro da Campina. Em 1784 foi construído um obelisco na Estrada de Nazareth, e a partir dessa obra as áreas altas ao leste da freguesia do Reducto (Alto Reduto) começaram a ser ocupadas. O terreno próximo ao Reduto de São José era alagadiço e irregular sendo então, utilizado como campo para instruções militares. Já no início do século XIX ocorre à abertura das ruas da Princesa, da Glória e do Príncipe (Atuais ruas Benjamim Constant, Rui Barbosa e Quintino Bocaiúva, respectivamente) tais vias favoreceram a ocupação das áreas de baixada do Reducto.↑ 
Gradativamente o bairro ganhava novos moradores e consequentemente mais infraestrutura, pois as autoridades municipais já reconheciam a importância da freguesia como área de ligação com o núcleo urbano, trazendo para a localidade obras de terraplenagem e urbanização para incentivar a expansão da cidade. O processo de inserção daquela área foi feito paulatinamente, contíguo à consolidação da freguesia da Campina, na segunda metade do XVIII, a área do Reduto de São José foi efetivamente ocupada e inserida à vida da cidade em na primeira metade do século XIX. No começo da evolução do bairro, a maioria de seus moradores eram pessoas pobres, entretanto a proximidade com a Baía de Guajará favoreceu o desenvolvimento comercial no bairro, consolidado na segunda metade do século XIX.↑ 

### Bairro mercado (1850-1910)
Desde sua origem o Reduto desempenhou uma importante função comercial na cidade, vários estabelecimentos comerciais ali que se favoreciam pela chegada de mercadorias vindas de cidades do interior e que eram descarregadas no Igarapé da Indústria.  Na época estabeleceram-se ali muitos comerciantes, sobretudo de origem estrangeira. O comercio existente no Reduto era diversificado e bem abastecido. O referido igarapé recebia as águas pluviais que vinham do Largo da Pólvora (atual Praça da República) por meio de esgotos laterais construídos a partir do calçamento da Estrada do Paul d’Água 21. A partir dessa obra e do calçamento de várias ruas do Reduto realizados no final do século XIX o problema de saneamento das terras baixas predominantes na área foi sensivelmente reduzido. Em 1851 com o crescimento comercial e a necessidade de melhorar a área portuária da cidade foi inaugurada a Doca do Imperador, construído em um simples estaqueamento de madeira que posteriormente em 1859 seria construído de forma mais regular e duradoura passando a se chamar Doca do Reducto. O movimento comercial que se desenvolveu naquele bairro fez com que ele se tornasse um importante ponto de abastecimento para os seus moradores e para outros bairros vizinhos, o que lhe garantiu a referencia de “bairro mercado”.↑ 

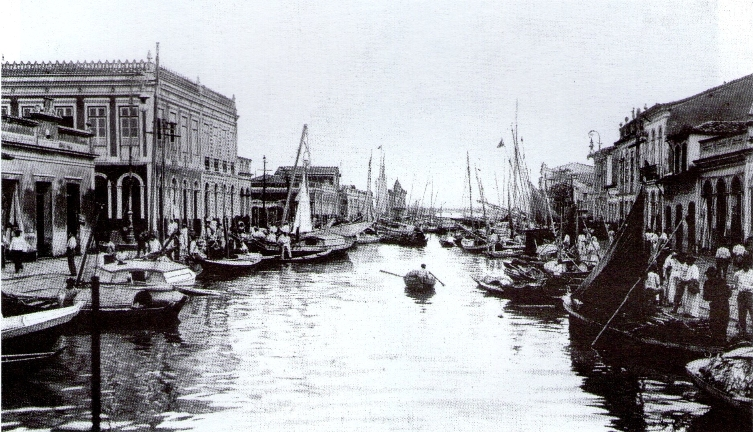
Movimentação da Doca do Reducto em 1905

Nesta área além de pequenos comerciantes havia alfaiates, ferreiros, carpinteiros, operários de fábricas próximas entre outros trabalhadores que ao longo do desenvolvimento dessa atividade foram instalando-se nestas cercanias, sobretudo na Rua dos Mártires (28 de Setembro). No final do século XIX, com a economia belenense crescendo em virtude da exportação da borracha, a Doca do Reducto ganha uma importância ainda maior como ponto de embarque do látex das seringueiras, essas novas atividades de exportação foram tão relevantes para o logradouro que gerou uma prosperidade econômica nessa região, chegando até a rivalizar com a Doca do Ver-o-Peso (Principal porto da capital na época). A Doca do Reducto nesse momento chegou a ganhar o status de cartão-postal da cidade, que foram eternizadas em várias fotografias. Tais práticas mercantis deram ao bairro a identificação de ´´bairro mercado``.↑ 

### Declínio comercial
No início do século XX, Belém vivenciava seu apogeu econômico advindo da exportação da borracha amazônica, fase conhecida como Belle Époque. Em decorrência desse surto de prosperidade foi preciso expandir a zona portuária da cidade e capacita-la para o grande volume de borracha que seria exportado, fora essa necessidade, na capital paraense crescia cada vez mais a demanda de produtos manufaturados europeus, que para serem importados precisavam de grande aparelhamento de estrutura portuária.  Visto que as atividades portuárias estavam restritas em apenas duas docas (Ver-o-Peso e Reducto) que já estavam ficando obsoletas e sobrecarregadas, Surge então a criação do Port of Pará.  Os primeiros três armazéns do Port of Pará foram construídos entre 1907 e 1909, na freguesia da Campina, próximo ao Reducto. O Igarapé da Fábrica foi um dos primeiros da cidade a serem saneados, pois era considerado um entrave para a modernização da cidade. Entre 1910 e 1912 o igarapé foi aterrado pela Cia Port of Pará. O aterro da doca do Reduto deslocara para o Ver-o-Peso a dinâmica mercantil do Reducto, abalando assim sua estrutura de “bairro mercado”.↑ 
Ao projetar a construção do porto da cidade, os engenheiros ingleses contratados para o serviço planejaram acabar com as docas da cidade, porém não se preocuparam com as consequências sociais geradas por esse empreendimento. Desde a segunda década do século XX os moradores do Reduto passaram a conviver com constantes enchentes, principalmente nas adjacências do antigo igarapé. Com o aterramento do Igarapé da Fábrica, as atividades comerciais que ali duraram décadas entrou em completo declínio. Poucos anos depois a economia da cidade é drasticamente afetada pela queda dos preços da borracha no mercado internacional. A atividade comercial em toda a região amazônica entrou em descenso, portanto também os comerciantes de Belém ficaram arruinados e as falências sucederam no centro da capital paraense. ↑ 

### OReductofabril
A queda dos preços da borracha no mercado internacional a atividade comercial em toda a região amazônica entrou em descenso, portanto também os comerciantes de Belém e um grande número de pessoas que faziam do Reduto seu ponto de abastecimento. O aterro da doca do Reduto deslocara para o Ver-o-Peso a dinâmica mercantil do bairro abalando sua estrutura de “bairro mercado”.↑ 
Além desse fator, a proximidade com o centro, a infraestrutura do porto (na época única ligação da cidade com o resto do país e com o exterior) e da antiga Estrada de Ferro de Bragança (principal ligação terrestre da capital com o interior), que chegou a manter ali uma Estação Central, ligado ao porto, o antigo Igarapé das Almas, também servia de entreposto para embarque e desembarque de cargas eram importantes vantagens que atraiu para o bairro investimentos do setor fabril e industrial. Nas três primeiras décadas do século XX a população do bairro do Reduto cresceu significantemente em razão do grande número de unidades fabris que ali se instalaram, mas também em função das pequenas dimensões dos terrenos naquela área.↑ 

### Bairro operário (1920-1950)
Com a crise da borracha, a partir de 1920, a economia da cidade sofreu um duro golpe e as falências sucederam no comércio belenense. Apesar disso, houve certa canalização de investimentos para o desenvolvimento da atividade industrial na cidade e, devido às condições locacionais, as fábricas do Reducto não foram afetadas gravemente pela mazela gomífera, deste modo, o Reducto foi se constituindo um bairro operário com características bem particulares que o tornaram um dos mais bem individualizados bairros de Belém. As fábricas que foram se concentrando na área do Reduto eram de várias linhas de produção, marcadas por processos tecnológicos diversificados, mas pontuados por procedimentos operacionais simples. Entre o final da década de 30 e o início dos anos 40 a indústria do Reducto chega a seu auge chegando a concentrar mais de trinta fábricas e indústrias, transformando o bairro no terceiro maior parque industrial do Brasil, perdendo apenas para São Paulo e Rio de Janeiro.↑ 
A principal característica da indústria em Belém na metade do século XX era o seu franco desenvolvimento, apesar das dificuldades decorrentes da queda da borracha. As fábricas que surgiam nesse período operavam com baixa tecnologia, entretanto atendiam a demanda do mercado local, sobretudo as indústrias de bens de consumo e indústrias de matéria-prima semimanufaturadas voltadas para a exportação. A condição de distrito industrial trouxe ao Reducto um aumento considerável de moradores, em sua maioria operários das fábricas do bairro que decidiram morar perto de seu local de trabalho. Essa atividade foi de vital importância para a economia do município, pois se sustentava indiferente ao mercado externo. Contudo, no bairro também se registra a existência de estabelecimentos fabris de grande porte que marcaram a historia da indústria no Pará e que até hoje suas construções são imagens vivas de uma época próspera.↑ 

### Decadência
As fábricas que ainda atuavam no Reduto em meados da década de 1950 operavam com baixa tecnologia e atendiam somente o mercado local. Apesar desses fatores desfavoráveis, essas indústrias mantiveram-se firmes em sua produção durante muitos anos devido ao isolamento geográfico de Belém. Em 1960 com a inauguração da Rodovia Belém-Brasília, a entrada e a comercialização de produtos do sul e sudeste do país tornaram-se mais fácil, outrora impedidos de chegarem à Região Norte, em virtude logística, agora poderiam ser adquiridos pela população local. Devido à falta de tecnologia adequada e estrutura administrativa para competir com o mercado externo, gradativamente o Reducto assistiu ao fechamento de suas fábricas.↑ 
Registra-se assim um decréscimo populacional significativo no bairro do Reducto resultante da saída de muitos moradores ligados à atividade industrial e comercial para outros bairros, ou até para fora da cidade, como aconteceu com alguns imigrantes cujos estabelecimentos eram residência e local de trabalho. Segundo dados do IBGE a população do Reduto em 1950 era de 9.211, baixando para 7.073 em 1960 e para 5.332 em 1970. O bairro sofreu um descenso apresentando uma variação negativa de 23,3%, demarcando claramente o período de declínio das atividades industrial e comercial naquela área da cidade completado pelo esvaziamento populacional.↑ 

### Urbanização
A favelização crescente às margens do Igarapé das Almas, iniciada na década de 40 foi um dos fatores que motivaram a prefeitura a efetuar obras modernizadoras no Reduto, porque segundo a administração, este era um crescimento desordenado próximo às áreas nobres da cidade e precisava ser contido o quanto antes, porque posteriormente seria mais difícil. Após a etapa de saneamento e macrodrenagem realizada nesta baixada, já nos últimos anos da década de 60, é que se dá o início a obras de macrodrenagem (para conter os alagamentos comuns na baixada) e urbanização na baixada, tendo seu término somente em 1973 no governo de Nélio Lobato. Além desta obra, outras ações reformistas chegaram ao antigo distrito industrial da cidade. Em 1987, iniciaram-se obras no bairro como o calçamento e construção de passeios à Rua da Indústria, entre o largo Santo Antônio e Visconde de Souza Franco e o aterro e nivelamento da Avenida da Municipalidade.↑ 
A verticalização na Avenida Visconde de Souza Franco e no Alto Reduto tornou-se intensa após a década de 1980, tendo alguns fatores impulsionantes, para este fenômeno urbano, a localização próxima ao centro da cidade e as obras de infraestrutura feitas pelo governo. A população pobre residente foi removida para periferias mais distantes do centro, como Pedreira e Telégrafo. Em outra intervenção, realizada em 1995, no governo do prefeito Hélio Gueiros, a Avenida Visconde de Souza Franco sofreu uma revitalização, onde passaria também a ser uma via importante no auxílio de melhorar o tráfego na cidade de Belém. Desta forma ela passou a ser um corredor alternativo para se chegar aos bairros do Umarizal, Reduto, Nazaré, Campina e Área Portuária. A verticalização somente terminou com aprovação da Lei nº 7.709 de 18 de maio de 1994, na qual o Bairro do Reduto foi outorgado como Área de entorno do Centro Histórico de Belém.↑ 

### O Reduto hoje

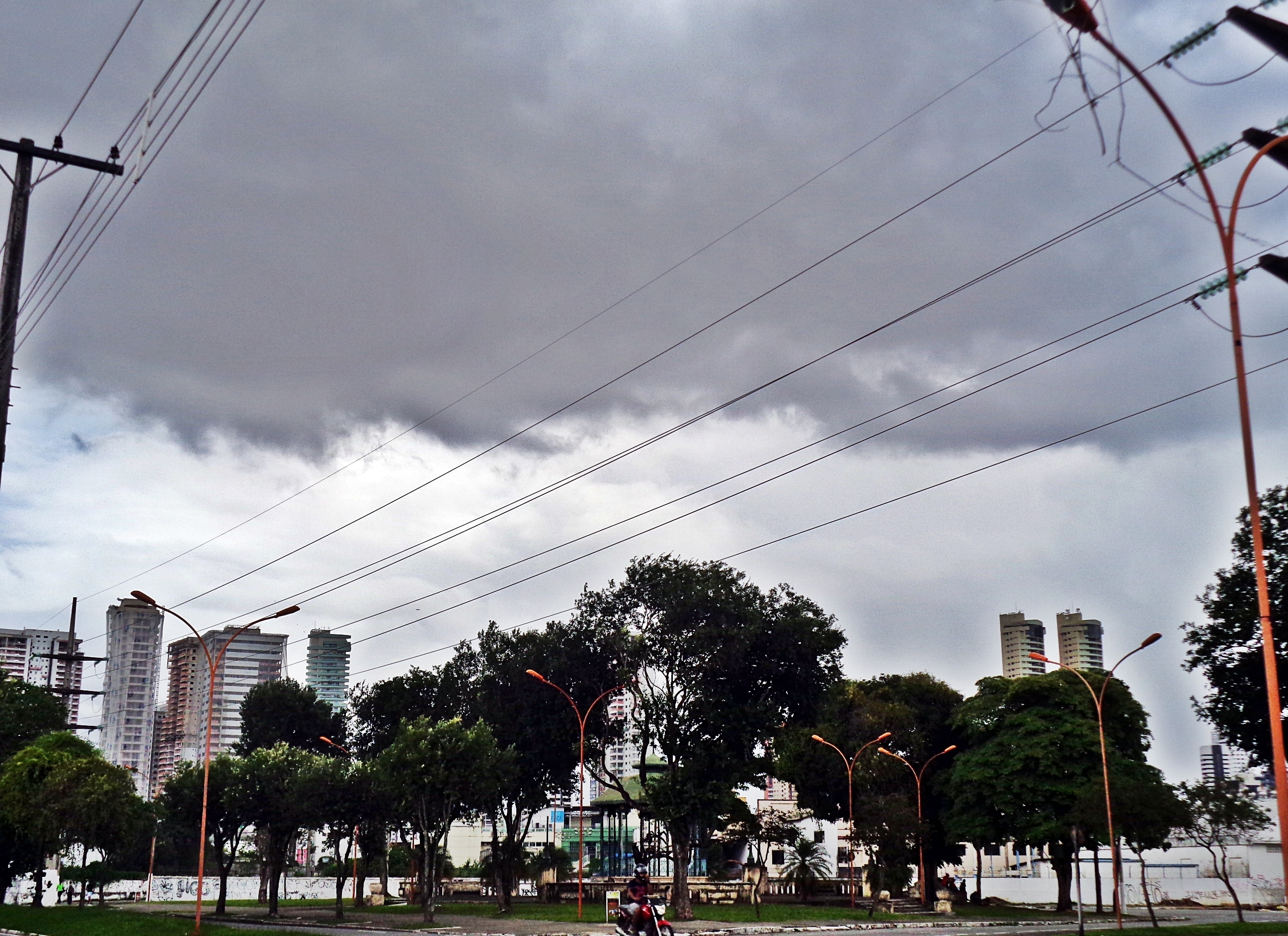
Praça Magalhães,uma das praças que se encontram no bairro.

O Reduto desenvolveu características próprias como a de ser uma área circunvizinha ao centro histórico e a dois dos bairros de população de maior poder aquisitivo da cidade (Umarizal e Nazaré) e mesmo assim se constitui como um setor residencial de moradias populares da classe proletarizada. O Reduto encontra-se em uma fase de franco desenvolvimento e ao mesmo tempo decadência, evidenciado pelas diferenças internas com discrepâncias sócio espaciais. A porção mais alta do bairro encontra-se o Alto Reduto, que apesar da malha urbana não fugir da morfologia do bairro, entretanto há nele domicílios de alto padrão, edifícios residências, além de bares e restaurantes sofisticados e concentrar uma população de alta renda. A outra parte do bairro chama-se Baixo Reduto, concentra a maior parte do acervo da arquitetura histórica do Reduto, possui um pequeno comércio e outras atividades, concentrando habitantes das classes média e baixa. Essa área está atualmente sofrendo com o descaso e abandono do poder público, existindo ainda áreas em processo de favelização nas áreas próximas ao Porto da cidade, concentrado próximo ao Canal da Magalhães e ao Beco da Piedade.↑ 

## Geografia

### Localização
O bairro é adjacente aos bairros do Umarizal, Nazaré e Campina, estando situado às margens da Baía de Guajará. O Reduto possui uma área de 76,1 hectares contando com uma população de 7.218 habitantes segundo dados do IBGE 2013. O bairro possui 45 Quarteirões constituídos de três avenidas, sete ruas, quatro travessas e algumas vilas e pequenas alamedas. Seu relevo é bastante irregular, dividindo assim o bairro em duas porções. A porção leste é a parte mais elevada do bairro, sendo conhecida como Alto Reduto. A parte oeste, próxima a Baía do Guajará é mais baixa (anteriormente era uma região alagadiça), conhecida como Baixo Reduto, onde abriga a maior parte da estrutura do Porto de Belém. O bairro está integrado ao Distrito Administrativo do Centro, localizado na Zona Centro-Sul da cidade.

## Principais Vias e Logradouros
- Praça General Magalhães (Originou-se do aterramento de um igarapé para a construção do Porto de Belém, abriga um coreto de ferro inglês do inicio do século XX. Apesar de sua importância como área de lazer, este aprazível espaço publico encontra-se em abandono).
- Avenida Visconde de Souza Franco (Principal via do bairro e uma das mais importantes e movimentadas artérias de Belém, delimita o bairro do Reduto com o bairro do Umarizal. É ladeada por modernos edifícios e construções de alto padrão, sendo um dos endereços mais valorizados da cidade).
- Avenida Assis de Vasconcelos (Foi a segunda grande avenida da cidade a ser aberta, delimitando atualmente os bairros do Reduto e da Campina).
- Avenida Marechal Hermes (Criada a partir do aterramento da antiga Doca do Reduto, é Paralela à Zona Portuária de Belém).
- Travessa Quintino Bocaiúva (Interliga o Reduto aos bairros de Nazaré, Batista Campos e Cremação. Antiga Rua do Príncipe).
- Travessa Benjamin Constant (Interliga o Reduto aos bairros de Nazaré e Batista Campos, antiga Rua da Princesa).
- Travessa Rui Barbosa (Era a via que concentrava a maior parte das fábricas instaladas no bairro. Interliga o Reduto aos bairros de Nazaré e Batista Campos. Antiga Rua da Glória)
- Rua Tiradentes (Principal rua do bairro costuma ficar congestionada).
- Rua Gaspar Viana (Importante rota de ônibus do bairro, já foi conhecida como rua do açougue e rua da indústria).
- Rua da Municipalidade (Tem início no bairro do Reduto, cruzando também os bairros do Umarizal e Telégrafo).
- Rua 28 de Setembro (Antiga rua comercial do Reduto, seus prédios eram divididos em estabelecimentos comerciais no térreo e residências nos andares superiores. Chamava-se Rua dos Mártires, em 1871 seu nome foi modificado em homenagem a lei do ventre livre).
- Rua Aristides Lobo (Importante e histórica via de Belém, já foi chamada de Rua do Rosário, pelo fato de ali estar a Igreja do Rosário dos Homens Pretos. Interliga o Reduto ao bairro da Campina).
- Rua Senador Manoel Barata (Foi chamada de Rua Nova de Sant`Ana, em referência a igreja de mesmo nome que está nela.)
- Rua Ó de Almeida (Estreita e ladeada de construções históricas, interliga os bairros do Reduto e Nazaré).

## Arquitetura
O traçado original do bairro com ruas estreitas e arborização quase inexistente é mantido até hoje. Na época em que as ruas do Reduto foram abertas, não havia uma preocupação da intendência municipal em urbanizar a região, já que era habitado por operários e pessoas simples. Características essas que conferem o Reduto como espaço singular, pois mesmo próximo de bairros ocupados pela classe abastada de Belém ainda permanecia como zona de habitação proletária. Desde o inicio da sua formação, o Reduto foi distinto de outros bairros da cidade quanto ao traçado de suas residências, pois mantinham um padrão predominante de casas modestas, germinadas e erguidas no alinhamento da rua e geralmente desprovidas de pátios ou espaços laterais.↑ 
Há no Reduto diversas expressões de movimentos arquitetônicos apesar de seu semblante de área modesta e ainda assim abrigar uma diversidade única de contextura. Durante o auge da economia da borracha em Belém entre os séculos XIX e XX surge em Belém uma nova arquitetura, feita totalmente em ferro e importada da Europa, iniciando na cidade a chamada Era do Ferro. Exemplares desse que hoje se encontram no bairro são: os armazéns do Porto de Belém (Galpões 6, 6A, 7, 8, 8A, 8B, 9, 9A e 10), a Caixa D`Água da Companhia Docas do Pará e o coreto inglês da Praça General Magalhães.↑ 
O estilo Eclético também é bastante presente em casarões espalhados pelas ruas do Reduto. A maioria desses domicílios tem dois pavimentos, porão e possuem entre seus ornamentos arquitetônicos: molduras, azulejos, bustos, estátuas e elementos vegetalistas e geométricos que adornam platibandas, acrotérios, frontões e detalhes de portas e janelas. O Art Déco está visível principalmente nas vilas operárias e casas populares das décadas de 30, 40 e 50. As casas de apenas um pavimento empregavam elementos simplificados, sendo algumas construídas por comerciantes que delas auferiam rendas de aluguel. Com paredes geminadas, seguindo o padrão porta e janela, ou porta e duas janelas, ocupavam o terreno até o alinhamento, possuindo linhas retas e decoração discreta, a exemplo do Círculo Operário Belemense de 1936 e da Vila Rafael Ferreira Gomes da década de 30. Além destes estilos, o bairro também tem exemplares do Modernismo, destacando-se o Edifício Dom Carlos, projetado pelo arquiteto local Camilo Porto Oliveira no final da década de 40, mesclando elementos do modernismo internacional e aspectos regionais, o prédio foi construído pela família Chamié para abrigar os membros da mesma.↑ 

### Fábricas e Galpões
A Fábrica Perseverança era a principal fábrica do bairro, ocupa hoje o quadrilátero formado pelas ruas Quintino Bocaiúva, Gaspar Viana, Rui Barbosa e Municipalidade, um dos ícones da produção fabril do Norte do Brasil. Tratava-se de um estabelecimento de grande porte, que chegou a dominar o mercado de cabos, barbantes, cordas e linhas para pesca, esse grupo de fábricas fora inicialmente um pequeno núcleo industrial de cabos e aniagem de Ferreira Cruz e Cia., fundada em 1895 e, que por sete anos lutou contra as dificuldades financeiras surgidas, não resistindo fechou suas portas em 1902. Quatro anos depois, a pequena fábrica foi comprada pela firma Martins Jorge & Cia, passando a constituir-se então como Fábrica Perseverança. O grupo que assumiu a organização industrial da empresa investiu enormes capitais em aparelhagem e maquinismo, passando a produzir com eficiência cabos, aniagem, sacaria, barbantes, linhas para pesca e algodão hidrófilo. A desativação definitiva se deu em 1983 quando as condições adversas do mercado industrial contemporâneo forçaram-na a fechar uma das mais importantes firmas industriais do Norte do Brasil. O imponente prédio industrial abriga hoje pequenas empresas comerciais e um estabelecimento de ensino.↑ 

### Vilas Operárias
Durante a Belle Époque, a política sanitarista de Antônio Lemos instituiu que as classes industriais e operárias deveriam ter acomodações próprias, buscando uma ordenação, sobretudo estética na cidade de Belém. A construção de vilas operárias foi apresentada como a melhor solução para o problema das habitações dos trabalhadores das fábricas do Reduto, consideradas anti-higiênicas. Foram construídas muitas vilas no bairro do Reduto. Atualmente ainda é possível encontrar cerca de vinte dessas vilas no Reduto. Em geral, apresentam características populares, com construções geminadas. A Vila Áurea, construída em 1920, na Rua Aristides Lobo com a Travessa Benjamim Constant, é uma das vinte vilas operárias ainda existentes. A Vila Nelly, da década de 30, a Vila Nossa Senhora de Fátima de 1936 e a Vila ABC da década de 40 são outras vilas operárias ainda existentes.↑ 

## Sociedade
O Reduto já foi habitado anteriormente por pessoas de baixo poder aquisitivo. Atualmente o Reduto possui 7.098 habitantes segundo o censo do IBGE de 2010, sendo que 57,7% de seus moradores são do sexo feminino e 42,3% pertencem ao sexo masculino. Quanto à faixa etária de seus moradores, 46,9% dos habitantes são adultos entre 25-59 anos, 39,8% são jovens com até 24 anos e 13,3% são idosos de 60 anos ou mais. No aspecto da renda familiar, 12,5% dos moradores possui renda de até 3 salários mínimos, 8,6% (3-5 salários mínimos), 21,3% (5-10 salários mínimos) e 57,5% (mais de 10 salários mínimos).↑ 

### Moradores Ilustres
Gaspar de Oliveira Vianna nasceu em 1885 na Rua Benjamin Constant, foi um médico patologista paraense considerado mártir da ciência mundial. Responsável por valiosas contribuições para a Medicina Tropical no Brasil e no mundo, sendo o descobridor da cura para leishmaniose cutaneomucosa.  Sua residência atualmente é o Instituto Dom Bosco, há uma placa de pedra em homenagem a ele está encrustada no muro externo da instituição, com os dizeres “Aqui nasceu o grande feitor da humanidade e mártir da ciência Gaspar Vianna”. O renomado maestro Carlos Gomes passou seus últimos anos morando na cidade de Belém. Sua residência ficava na parte residencial do bairro na Rua Quintino Bocaiuva, onde faleceu em 1896. Outro ilustre morador é Osvaldo Orico, literato paraense, depois de uma visita à Belém em 1928, dez anos após ter ido morar no Rio de Janeiro, escreveu suas memórias onde relembra seus tempos de infância no bairro do Reduto no início do século XX. Filho de um ferreiro de descendência alemã, Orico viveu sua infância em uma modesta casa na Rua Gaspar Vianna, entre Rui Barbosa e Benjamim Constant ao lado da oficina do pai.↑ Outro morador famoso foi o cantor Walter Bandeira residente na Rua Ó de Almeida até seu falecimento em 2009.

### Contrastes Sociais
Apesar de ser um bairro com baixos índices de criminalidade, pontos de prostituição noturna envolvendo travestis são comuns em áreas antigas e pouco preservadas do Reduto. Durante a noite as ruas do Baixo Reduto são soturnas e em alguns trechos carece de iluminação, tornando algumas áreas relevantemente perigosas apesar da movimentação de boates e casas noturnas. O Canal da Magalhães é o ponto mais critico do bairro, considerado zona vermelha pela polícia devido ao fato de muitos usuários de drogas perambularem nesta área, invadindo casarões abandonados para consumir entorpecentes. A presença desses usuários de drogas é um problema antigo vivido por quem reside naquela área do Reduto. Para sustentar o vício, esses indivíduos praticam delitos na área abordando pedestres e furtando objetos de veículos estacionados. Assim como as ruas do centro comercial, esta área degradada é uma das cracolândias do centro de Belém. Na Praça General Magalhães, próximo ao Cais do Porto onde há constante embarque e desembarque de pessoas, durante o dia e principalmente durante a noite é comum encontrar moradores de ruas transitando ou morando na praça, chegando a fazer do seu coreto de ferro um banheiro público, evidenciando o problema sócio-econômico vivido pelos residentes daquele local.↑ 

## Economia
Na principal avenida do bairro está um dos principais shoppings da cidade (Boulevard Shopping), centro de compras luxuoso voltado para o público das classes A e B. Há também um supermercado, uma agência bancária, duas agências de correios, quatro farmácias, o Centro de Memória da Amazônia da  Universidade Federal do Pará  - UFPA, cinco escolas particulares, duas escolas públicas, três faculdades (Famaz – Faculdade Metropolitana da Amazônia,  Esamaz – Escola Superior da Amazônia e Fabel - Faculdade de Belém), dois hospitais e uma delegacia. Há também no Reduto Importantes órgãos públicos e privados como a Secretaria de Estado da Fazenda (SEFA), PARATUR, SESC e FUNASA.↑ 

### Principais linhas de ônibus
| Linha | Nome                          | Empresa            | Tarifa  | Principais pontos do trajeto no bairro                                                                              |
| ----- | ----------------------------- | ------------------ | ------- | --- |
| 550   | Telégrafo                     | Belém Rio          | R$ 3,10 | Doca – Av. Marechal Hermes - Av. Assis de Vasconcelos - R. Gaspar Viana                                             |
| 443   | Pedreira ↔ Lomas              | Monte Cristo       | R$ 3,10 | Doca - R. 28 de setembro - Av. Assis de Vasconcelos - R. Gaspar Viana                                               |
| 635   | CDP ↔ Providência             | Monte Cristo       | R$ 3,10 | R. 28 de Setembro - Av. Assis de Vasconcelos                                                                        |
| 307   | UFPA ↔ Padre Eutíquio         | Guajará            | R$ 3,10 | Av. Assis de Vasconcelos - R. Gaspar Viana - Doca - R. Jerônimo Pimentel                                            |
| 325   | Canudos ↔ Ver-o-Peso          | São Luiz           | R$ 3,10 | Doca – Av. Marechal Hermes – Av. Assis de Vasconcelos – R. Gaspar Viana                                             |
| 306   | U.F.P.A. ↔ Pedreira           | Guajará            | R$ 3,10 | Av. Assis de Vasconcelos – R. Gaspar Viana – Tv. Benjamin Constant – R. Municipalidade                              |
| 113   | Cremação ↔ Estrada Nova       | Guajará            | R$ 3,10 | Av. Assis de Vasconcelos - R. Gaspar Viana - Doca - R. Jerônimo Pimentel                                            |
| 871   | Icoaraci ↔ Ver-o-Peso(Cohab)  | Vialoc             | R$ 3,10 | Av. Assis de Vasconcelos - R. Gaspar Viana - Doca - R. Jerônimo Pimentel                                            |
| 417   | Alcindo Cacela ↔ José Malcher | Transportes Canadá | R$ 3,10 | Av. Assis de Vasconcelos - R. Gaspar Viana - Doca - R. Jerônimo Pimentel                                            |
| 422   | Domingos Marreiros            | Transportes Canadá | R$ 3,10 | Av. Assis de Vasconcelos - R. Gaspar Viana - Doca - R. Jerônimo Pimentel                                            |
| 761   | Satélite ↔ Felipe Patroni     | Belém Rio          | R$ 3,10 | Av. Assis de Vasconcelos - R. Gaspar Viana - Doca - R. Jerônimo Pimentel                                            |
| 862   | Tapanã ↔ Felipe Patroni       | Nova Marambaia     | R$ 3,10 | Av. Assis de Vasconcelos - R. Gaspar Viana - Doca - R. Jerônimo Pimentel                                            |
| 237   | Sacramenta ↔ Pte. Vargas      | Monte Cristo       | R$ 3,10 | Doca – Av. Marechal Hermes – Av. Assis de Vasconcelos – R. Gaspar Viana – Tv. Benjamin Constant – R. Municipalidade |